# غليظ المنقار العربي ذهبي الجناح
غليظ المنقار العربي ذهبي الجناح أو غليظ المنقار العربي (الاسم العلمي: Rhynchostruthus percivali) هو عصفور من تاشرشوريات يتواجد في المملكة العربية السعودية وسلطنة عمان واليمن. تم تضمينه كنوع فرعي عن غليظ المنقار السقطري R. socotranus من قبل بعض السلطات، ولكن في الآونة الأخيرة، أعتبر عادة نوعًا متميزا. 

## الوصف
الذكور رماديون وبنيون عموما مع منقار أسود. الرأس بني، وله قناع رمادي غامق ووجنتان بيضاوتان، وله بقع صفراء زاهية كبيرة على الأجنحة والذيل. تتشابه الإناث مع الذكور على الرغم من أنها باهتة إلى حد ما، والأحداث تكون مخططة إلى حد ما وتفتقر إلى نمط الرأس المميز للبالغين.

## التوزيع
يوجد النوع عادةً ما بين 1,060 و 2,800 متر (3,480 و 9,190 قدم) عن سطح البحر في الوديان الحرجية. يشمل نطاقها ظفار في عمان، والمهرة في شرق اليمن، وجبال شمال اليمن  حتى المملكة العربية السعودية. وهي تمتد إلى الشمال حتى الحارة بالقرب من الطائف، حيث شوهد طائر أو طائران في 26-27 أبريل 1996. 
في جنوب غرب المملكة العربية السعودية، تعيش في غابات العرعر. أما في اليمن فيتمثل موطنها في أشجار الفربيون وغابات الأكاسيا والعرعر، بينما في غابات المهرة توجد بشكل أساسي في غابات الميشطة/ البلسان. يبدو أن ثمار العرعر والسنط والسبورج تشكل الجزء الأكبر من نظامها الغذائي.
يبدو أنها موجودة بكثافات منخفضة في جميع أنحاء مداها. يقدر عدد السكان بحوالي 9000 فرد، لكنها أصبحت أكثر ندرة بسبب تدمير الموائل. لذلك، عندما تم تصنيفه لأول مرة كنوع مميز في القائمة الحمراء للاتحاد الدولي لحفظ الطبيعة لعام 2008، تم تصنيفه على أنه نوع قريب من الخطر. 

## الحواشي
1. ↑  BirdLife International (2017). "Rhynchostruthus percivali". القائمة الحمراء للأنواع المهددة بالانقراض. IUCN. ج. 2017: e.T22734767A111000693. DOI:10.2305/IUCN.UK.2017-1.RLTS.T22734767A111000693.en. اطلع عليه بتاريخ 2022-03-16. {{استشهاد بدورية محكمة}}: الوسيط غير المعروف |amends= تم تجاهله (مساعدة)
2. 1 2  IOC World Bird List Version 6.3 (بالإنجليزية), 21 Jul 2016, DOI:10.14344/IOC.ML.6.3, QID:Q27042747
3. ↑  IOC World Bird List. Version 7.2 (بالإنجليزية), 22 Apr 2017, DOI:10.14344/IOC.ML.7.2, QID:Q29937193
4. ↑  World Bird List: IOC World Bird List (بالإنجليزية) (6.4th ed.), International Ornithologists' Union, 2016, DOI:10.14344/IOC.ML.6.4, QID:Q27907675
5. ↑  Kirwan & Grieve (2007)
6. ↑  Martins (1987)
7. ↑  Davidson & Kirwan (1996)
8. ↑  BLI (2008a,b)